# Aglaopus
Aglaopus is een geslacht van vlinders van de familie venstervlekjes (Thyrididae), uit de onderfamilie Striglininae.

## Soorten
- A. anxia (Whalley, 1976)
- A. carycina (Turner, 1915)
- A. centiginosa (Lucas, 1898)
- A. condensata (Warren, 1907)
- A. costirufata (Warren, 1907)
- A. decussata (Moore, 1883)
- A. dentifascia (Warren, 1907)
- A. ferocia (Whalley, 1976)
- A. ferruginea (Whalley, 1976)
- A. floccosa (Warren, 1905)
- A. gemmulosa (Whalley, 1976)
- A. glareola (Felder, Felder & Rogenhofer, 1875)
- A. ignefissa (Warren, 1907)
- A. industa (Whalley, 1976)
- A. innotata (Warren, 1904)
- A. irias (Meyrick, 1887)
- A. leprosa (Warren, 1898)
- A. metallifera (Warren, 1907)
- A. niphocosma Turner, 1911
- A. ochracea (Warren, 1908)
- A. parata (Whalley, 1976)
- A. pseudoscia (Whalley, 1976)
- A. pyrrhata (Walker, 1866)
- A. reversa (Warren, 1899)
- A. scintillans (Warren, 1905)
- A. sordida (Pagenstecher, 1892)
- A. stramentaria (Lucas, 1898)
- A. suffusa (Leech, 1898)
- A. whalleyi Konvicka, Spitzer & Jaros, 1998
- A. xanthoscia (Warren, 1903)